# Galachipa
Galachipa è un sottodistretto (upazila) del Bangladesh situato nel distretto di Patuakhali, divisione di Barisal. Si estende su una superficie di 925,08 km² e conta una popolazione di 286.307 abitanti (dato censimento 1991).